# Waterstraat (Utrecht)
De Waterstraat is een straat in het centrum van de Nederlandse stad Utrecht. Ze loopt vanaf de Oudegracht naar de Dirck van Zuylenstraat en de Kroonstraat. 
Zijstraten van de Waterstraat zijn: de Willemstraat, Sint Jacobsstraat (deze kruist de Waterstraat), Jan Meijenstraat en de Jacobskerksteeg. De Waterstraat is ca. 250 meter lang.
Aan de Waterstraat bevindt zich onder andere de Jacobikerk en het Nederlands Volksbuurtmuseum in het gedeelte tussen de Sint Jacobsstraat en de Oudegracht. In het andere gedeelte tussen de Sint Jacobsstraat en de Kroonstraat bevindt zich een van Utrechts bekendste cafés, "Dikke Dries" (nu Ouwe Dikke Dries geheten).

## Geschiedenis
De naam is afkomstig van de probeertoren waarmee men hier vroeger water uit de Stadsbuitengracht haalde. Op de plaats van de vervallen probeertoren werd in 1745 de molen De Meiboom gebouwd.
In 1619 werd de gerechtsplaats waar terdoodveroordeelden werden geëxecuteerd verplaatst van het Vredenburg naar de noordwesthoek van de stad op het Paardenveld. Het Paardenveld zou daardoor ook wel bekend komen te staan als het Galgenveld en het westelijke deel van de Waterstraat kreeg de toepasselijke naam Korte Ademstraat. In de 19e eeuw bestond de Korte Ademstraat nog. Halverwege de 19e eeuw heette het westelijke deel van de Waterstraat de Naauwe Watersteeg, het oostelijke deel de Wijde Watersteeg. Op het westelijke deel van Waterstraat kwamen in die tijd straatjes/stegen uit waarin zich niet tot nauwelijks bewoonbare krotwoninkjes bevonden zoals de keukentjes van Korvezee.
Aan de Waterstraat 2 bevond zich tot 1965 de vroeger de Ned. Herv. Diaconieschool, hier is 250 jaar lang aan stadskinderen onderwijs gegeven. Nu zit in dit voormalige schoolgebouw het huidige Volksbuurtmuseum Wijk C en is de nummering veranderd in 27. Het gebouw dateert uit 1747. Ook was aan de Waterstraat 69 ooit een broodfabriek gevestigd "De Zeeuw v/h B. Hus", van eigenaar heer A. Altena alsook de "Gemeentelijke Bank van Lening" op nr. 51 ontworpen door architect Ferdinand Jacob Nieuwenhuis. Tot 1915 was dit eerst een christelijke logement met de naam "Azareël". De Waterstraat kende veel bedrijvigheid, zo zat hier onder andere op nummer 89 de firma D. van de Mars met een handel in vis- en conserven.
Vanaf 1934 vestigden zich de Zusters Augustinessen van Sint Monica in de Waterstraat. 
Er is door de jaren het nodige veranderd, zo keek je vroeger vanuit de Waterstraat naar het Paardenveld met in het verlengde van de Waterstraat de voormalige Molenburg. Door tal van veranderingen kijk je nu echter op de Kroonstraat, met daaraan een vernieuwd hoofdbureau van de Utrechtse politie alsook een parkeergarage die hier is verrezen.

## Fotogalerij

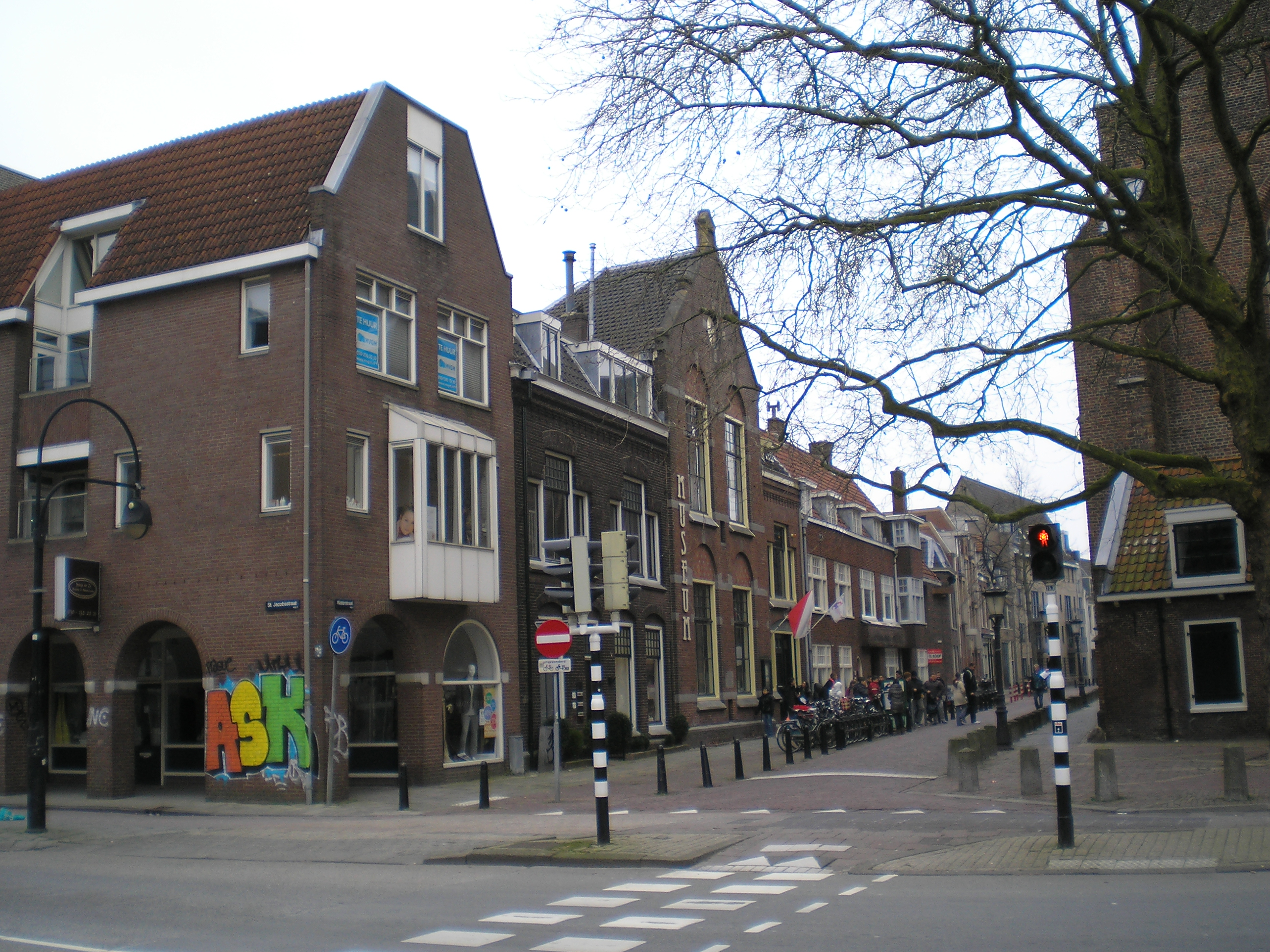
Sint Jacobsstraat hoek Waterstraat met links het Volksbuurtmuseum wijk C en rechts de Jacobikerk
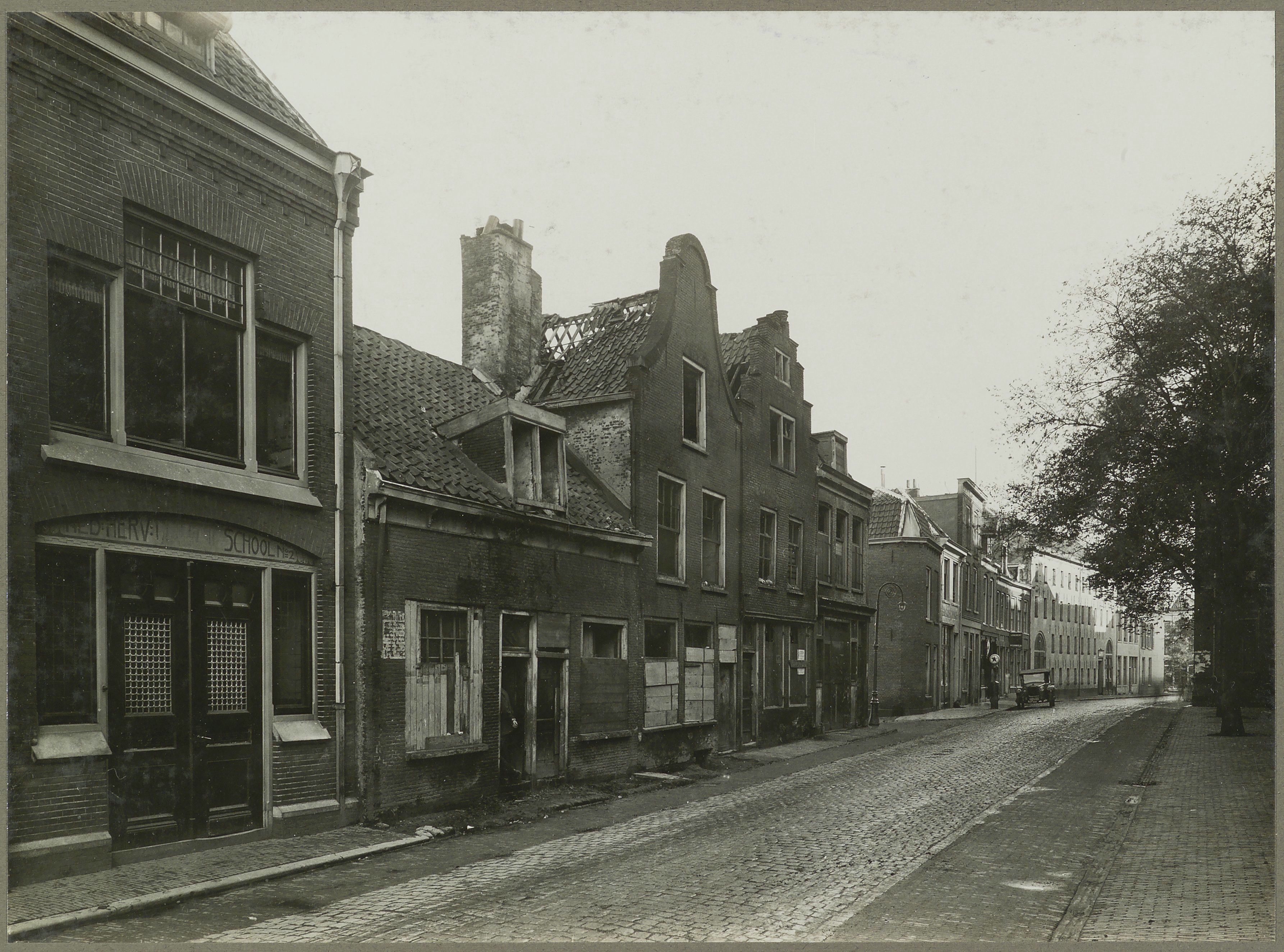
Oostelijk deel van de Waterstraat in 1926 met enkele bouwvallen. De foto is genomen ter hoogte van de voormalige school op nr. 27
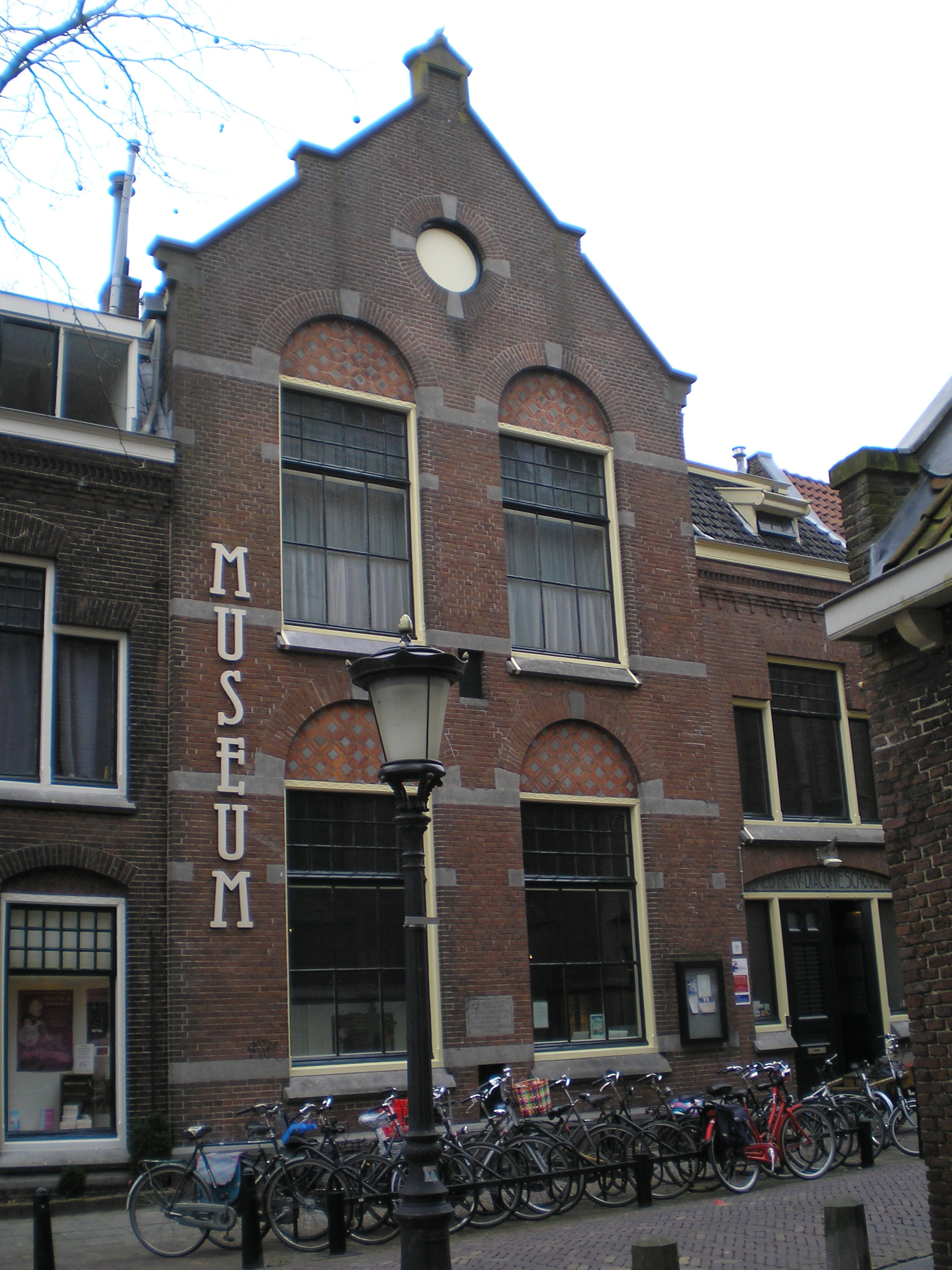
Volksbuurtmuseum in Wijk C aan de Waterstraat 27

3e Buurkerksteeg ·
A.B.C.-straat ·
Abraham Dolesteeg ·
Achter de Dom ·
Achter St.-Pieter ·
Agnietenstraat ·
Ambachtstraat ·
Annastraat ·
Bakkerstraat ·
Breedstraat ·
Boothstraat ·
Boterstraat ·
Brigittenstraat ·
Bijlhouwerstraat ·
Catharijnekade ·
Catharijnesingel ·
Choorstraat ·
Croeselaan ·
Domplein ·
Domstraat ·
Donkere Gaard ·
Donkerstraat ·
Dorstige Hartsteeg ·
Drakenburgstraat ·
Drieharingstraat ·
Drift ·
Eligenstraat ·
Ganzenmarkt ·
Geertekerkhof ·
Hamburgerstraat ·
Hamsteeg ·
Hanengeschrei ·
Hardebollenstraat ·
Haverstraat ·
Hekelsteeg ·
Herenstraat ·
Hoogt ·
Jaarbeursplein ·
Jacobsgasthuissteeg ·
Jacobijnenstraat ·
Jansdam ·
Janskerkhof ·
Jansveld ·
Jodenrijtje ·
Keistraat ·
Keizerstraat ·
Kintgenshaven ·
Kleine Slachtstraat ·
Korte Jansstraat ·
Korte Lauwerstraat ·
Korte Minrebroederstraat ·
Korte Nieuwstraat ·
Korte Smeestraat ·
Kromme Nieuwegracht ·
Lange Elisabethstraat ·
Lange Jansstraat ·
Lange Jufferstraat ·
Lange Lauwerstraat ·
Lange Nieuwstraat ·
Lange Smeestraat ·
Lange Viestraat ·
Lauwersteeg ·
Leidseveer ·
Lichte Gaard ·
Loeff Berchmakerstraat ·
Lucasbolwerk ·
Lijnmarkt ·
Mariahoek ·
Mariaplaats ·
Massegast ·
Minrebroederstraat ·
Moreelsepark ·
Muntstraat ·
Neude ·
Nicolaas Beetsstraat ·
Nieuwegracht ·
Nobeldwarsstraat ·
Nobelstraat ·
Oudegracht ·
Oudkerkhof ·
Paardenveld ·
Pieterskerkhof ·
Pieterstraat ·
Plompetorenbrug ·
Plompetorengracht ·
Potterstraat ·
Predikherenkerkhof ·
Predikherenstraat ·
Ridderschapstraat ·
Servetstraat ·
Slachtstraat ·
St.-Jacobsstraat ·
Springweg ·
Stadhuisbrug ·
Steenweg ·
Sterrenburg ·
Strosteeg ·
Telingstraat ·
Tolsteegbarrière ·
Tolsteegbrug ·
Trans ·
Twijnstraat en Twijnstraat aan de Werf ·
Van Asch van Wijckskade ·
Vinkenburgstraat ·
Vismarkt ·
Voetiusstraat ·
Voorstraat ·
Vredenburg ·
Waterstraat ·
Wed ·
Wittevrouwenstraat ·
Wijde Begijnestraat ·
Zadelstraat ·
Zakkendragerssteeg ·
Zuilenstraat ·
Zwaansteeg